# Français au béret

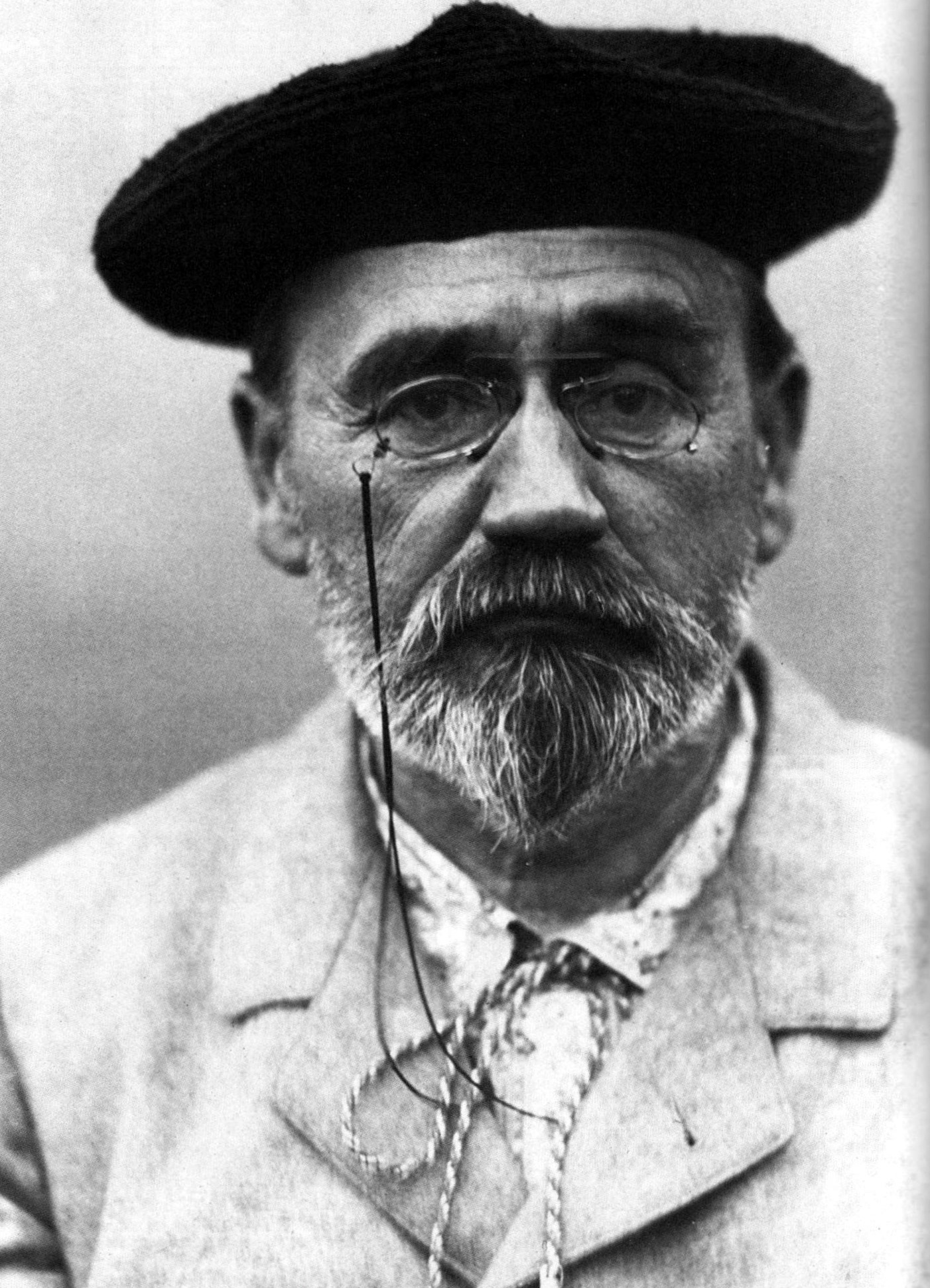
Émile Zola en 1902, coiffé d'un béret.

Le stéréotype fictionnel du « Français au béret » renvoie à une construction d'idées reçues qui fonctionne dans de nombreux pays étrangers (fondées principalement par les Britanniques et Américains).
Son origine est peut-être le surnom donné aux habitants de Roscoff dans les années 1950, qui furent baptisés « Onion Johnny » par les Britanniques. L'autre source peut provenir du fait que le port du béret continue en France  pour les paysans de certaines régions, artistes et intellectuels, quoiqu'il soit plus rare pour les gens en dessous de soixante ans aujourd'hui. Il fut aussi la coiffe des réalisateurs de cinéma jusque dans les années 1980, où le béret fut détrôné par la casquette de baseball.

## Un cliché fertile
Le nombre d'apparitions de ces Français au code vestimentaire convenu (la redingote et le béret basque porté par l'artiste Quentin de La Tour), systématiquement affublés d'une sempiternelle baguette de pain sous le bras et d'un litre de rouge dans l'autre main, a foisonné dans de nombreux dessins humoristiques, rendant ce cliché une évocation intemporelle de la supposée « Douce France » pour le public américain et autres.
Il suffit de deux images successives pour évoquer la France actuelle : la tour Eiffel (toujours visible depuis chaque fenêtre), les ponts de la Seine à Paris ou le mont Saint-Michel, suivi du personnage au béret évoluant dans un environnement de petit village dans une grande campagne verdoyante.
Dans une hallucinante composition de travesti confiné en milieu carcéral, le personnage joué par Mickey Rourke dans le film Animal Factory illustre que cette idée de la « Douce France » reste chère parmi les références de la culture américaine. Enfermé, le travesti exprime son aversion pour les matons et ses codétenus en s'imaginant fuir dans une France de campagnes peuplée de gens éclairés qui vont le divertir de poésies et de bons vins.
Le dessinateur Gotlib a utilisé ce personnage stéréotypé pour croquer son personnage Superdupont. De nombreux autres dessinateurs français ont exploité le stéréotype pour des histoires humoristiques.
La marque de saucisson française Bâton de Berger a pris comme mascotte un Français à béret moustachu s'appelant Justin Bridou.
Parfaitement au fait de la culture française, c'est encore Woody Allen qui donne dans cette représentation dans une succession de films ; cet usage est pour lui une métaphore de son souhait de quitter les États-Unis et la résurgence conservatrice qui le désole : 
1. dans Tout le monde dit I love you, campant un personnage dans son propre film, il vit en France, ce qui est évoqué en un plan où il traverse un pont à Paris revêtu de tous les accessoires de rigueur, alors que l'action est centrée sur une famille démocrate riche et branchée à Manhattan.
2. dans Hollywood Ending, son personnage de scénariste lassé déclare vouloir émigrer en France à la fin du film, déclaration qu'il appuie en passant le béret symbolique sur sa tête.

## L’Onion Johnny
Onion Johnny (« Jeannot aux oignons ») est le surnom donné aux fermiers bretons qui vendent des oignons rosés caractéristiques en faisant du porte-à-porte en Angleterre, au Pays de Galles et en Écosse.
Bien que leur nombre ait baissé depuis les années 1950 au point qu'il en reste seulement quelques-uns, l'Onion Johnny a été très courant à une époque, et l'intérêt renouvelé que portent le public et les agriculteurs à l'agriculture à petite échelle depuis la fin des années 1990 a fait que leur nombre a récemment légèrement augmenté. Portant une chemise rayée et un béret, sur une bicyclette chargée d'oignons, Onion Johnny est devenu le stéréotype du Français en Grande-Bretagne, étant certainement le seul contact que le Britannique moyen avait avec la France.
Venant de la région qui entoure Roscoff, en Bretagne, les Onion Johnnies sont des agriculteurs qui ont trouvé en Angleterre un marché plus favorable qu'en France, et qui typiquement traversaient la Manche en juillet avec leur récolte, l'entreposaient dans des granges qu'ils louaient et retournaient chez eux en décembre ou en janvier. Ce commerce a apparemment commencé en 1828 quand un certain Henri Ollivier a fait le voyage pour la première fois. Bien que ce voyage se fasse désormais par ferry, c'était de petits bateaux de pêche ou à vapeur qui étaient utilisés auparavant, et la traversée pouvait être dangereuse. Soixante-dix Johnnies sont morts quand le vapeur SS Hilda a coulé à Saint-Malo en 1905.
Les années 1920 ont été l'âge d'or des Onion Johnnies : en 1929, presque 1400 Johnnies importaient plus de 9000 tonnes d'oignons en Grande-Bretagne. La Grande Dépression, suivie par la dévaluation de la livre sterling au début des années 1930 mit fin à cette ère et le commerce diminua fortement, avec un minimum en 1934, où moins de 400 personnes importaient moins de 3 000 tonnes.
Après la Seconde Guerre mondiale, l'importation d'oignons, comme celle des autres biens de consommation, fut soumise à des restrictions, et passait par une seule compagnie. En 1973, le nombre de Johnnies avait chuté à 160 pour 1 100 tonnes, et a continué à diminuer jusqu'à atteindre une vingtaine à la fin du XXe siècle.
Un musée consacré aux Johnnies a ouvert en 2004 dans la ville de Roscoff. Les agriculteurs de la région ont récemment demandé à obtenir pour l'oignon rosé de Roscoff une appellation d'origine contrôlée.